# Oostenrijk op de Paralympische Winterspelen 2018
Oostenrijk was een van de landen die deelnam aan de Paralympische Winterspelen 2018 in Pyeongchang, Zuid-Korea.

## Medailleoverzicht
| Sport       | Paralympiër                                 | Onderdeel                                   | Medaille |
| ----------- | ------------------------------------------- | ------------------------------------------- | -------- |
| Alpineskiën | Claudia Loesch                              | Super G, zittend (v)                        | Zilver   |
| Snowboarden | Patrick Mayrhofer                           | Snowboardcross, SB-UL (m)                   | Zilver   |
|             |                                             |                                             |          |
| Alpineskiën | Heike Eder                                  | Slalom, zittend (v)                         | Brons    |
| Alpineskiën | Claudia Loesch                              | Reuzenslalom, zittend (v)                   | Brons    |
| Alpineskiën | Markus Salcher                              | Afdaling, staand (m)                        | Brons    |
| Alpineskiën | Markus Salcher                              | Super G, staand (m)                         | Brons    |
| Langlaufen  | Carina Edlinger Gids: Julian Josef Edlinger | 7.5 km klassieke stijl, visueel beperkt (v) | Brons    |

## Deelnemers en resultaten
(m) = mannen, (v) = vrouwen 

### Alpineskiën
| Paralympiër                                     | Onderdeel                            | Resultaat | Prestatie         |
| ----------------------------------------------- | ------------------------------------ | --------- | ----------------- |
| Markus Gfatterhofer                             | Reuzenslalom, zittend (m)            | 9e        | 2:19.78           |
| Markus Gfatterhofer                             | Slalom, zittend (m)                  | DNF       | Niet gefinisht    |
| Thomas Grochar                                  | Super G, staand (m)                  | 14e       | 1:30.89           |
| Thomas Grochar                                  | Supercombinatie, staand (m)          | DNF       | Niet gefinisht    |
| Thomas Grochar                                  | Reuzenslalom, staand (m)             | DNF       | Niet gefinisht    |
| Thomas Grochar                                  | Slalom, staand (m)                   | DNF       | Niet gefinisht    |
| Gernot Morgenfurt Gids: Christoph Peter Gmeiner | Super G, visueel beperkt (m)         | 8e        | 1:32.14           |
| Gernot Morgenfurt Gids: Christoph Peter Gmeiner | Supercombinatie, visueel beperkt (m) | 4e        | 2:20.46           |
| Gernot Morgenfurt Gids: Christoph Peter Gmeiner | Reuzenslalom, visueel beperkt (m)    | 9e        | 2:25.37           |
| Gernot Morgenfurt Gids: Christoph Peter Gmeiner | Slalom, visueel beperkt (m)          | 5e        | 1:41.61           |
| Nico Pajantschitsch                             | Afdaling, staand (m)                 | 12e       | 1:30.50           |
| Nico Pajantschitsch                             | Super G, staand (m)                  | DNF       | Niet gefinisht    |
| Nico Pajantschitsch                             | Supercombinatie, staand (m)          | DNF       | Niet gefinisht    |
| Nico Pajantschitsch                             | Reuzenslalom, staand (m)             | DNF       | Niet gefinisht    |
| Nico Pajantschitsch                             | Slalom, staand (m)                   | DNF       | Niet gefinisht    |
| Roman Rabl                                      | Afdaling, zittend (m)                | 5e        | 1:26.66           |
| Roman Rabl                                      | Super G, zittend (m)                 | 9e        | 1:28.14           |
| Roman Rabl                                      | Supercombinatie, zittend (m)         | DNF       | Niet gefinisht    |
| Roman Rabl                                      | Reuzenslalom, zittend (m)            | 7e        | 2:18.92           |
| Roman Rabl                                      | Slalom, zittend (m)                  | 8e        | 1:49.82           |
| Markus Salcher                                  | Afdaling, staand (m)                 | Brons     | 1:26.39           |
| Markus Salcher                                  | Super G, staand (m)                  | Brons     | 1:27.89           |
| Markus Salcher                                  | Supercombinatie, staand (m)          | DNF       | Niet gefinisht    |
| Markus Salcher                                  | Reuzenslalom, staand (m)             | 5e        | 2:15.65           |
| Simon Wallner                                   | Super G, zittend (m)                 | DNF       | Niet gefinisht    |
| Simon Wallner                                   | Supercombinatie, zittend (m)         | DSQ       | Gediskwalificeerd |
| Simon Wallner                                   | Reuzenslalom, zittend (m)            | 19e       | 2:30.51           |
| Simon Wallner                                   | Slalom, zittend (m)                  | DNF       | Niet gefinisht    |
| Martin Wuerz                                    | Super G, staand (m)                  | DNF       | Niet gefinisht    |
| Martin Wuerz                                    | Supercombinatie, staand (m)          | 10e       | 2:19.96           |
| Martin Wuerz                                    | Reuzenslalom, staand (m)             | 10e       | 2:19.47           |
| Martin Wuerz                                    | Slalom, staand (m)                   | DNF       | Niet gefinisht    |
|                                                 |                                      |           |                   |
| Heike Eder                                      | Reuzenslalom, zittend (v)            | DNF       | Niet gefinisht    |
| Heike Eder                                      | Slalom, zittend (v)                  | Brons     | 2:04.85           |
| Claudia Loesch                                  | Afdaling, zittend (v)                | DNF       | Niet gefinisht    |
| Claudia Loesch                                  | Super G, zittend (v)                 | Zilver    | 1:35.71           |
| Claudia Loesch                                  | Supercombinatie, zittend (v)         | DNF       | Niet gefinisht    |
| Claudia Loesch                                  | Reuzenslalom, zittend (v)            | Brons     | 2:29.30           |
| Claudia Loesch                                  | Slalom, zittend (v)                  | DNF       | Niet gefinisht    |

### Langlaufen
| Paralympiër                                 | Onderdeel                                          | Resultaat | Prestatie |
| ------------------------------------------- | -------------------------------------------------- | --------- | --------- |
| Carina Edlinger Gids: Julian Josef Edlinger | 1.5 km sprint klassieke stijl, visueel beperkt (v) | 4e        | 4:39.4    |
| Carina Edlinger Gids: Julian Josef Edlinger | 7.5 km klassieke stijl, visueel beperkt (v)        | Brons     | 23:22.9   |
| Carina Edlinger Gids: Julian Josef Edlinger | 15 km vrije stijl, visueel beperkt (v)             | 4e        | 0:53:38.3 |

### Snowboarden
| Paralympiër       | Onderdeel                  | Resultaat | Prestatie |
| ----------------- | -------------------------- | --------- | --------- |
| Patrick Mayrhofer | Snowboardcross, SB-UL (m)  | 5e        | 1:01.04   |
| Patrick Mayrhofer | Slalom, SB-UL (m)          | Zilver    | 0:51.36   |
| Reinhold Schett   | Snowboardcross, SB-LL1 (m) | 4e        | 1:04.45   |
| Reinhold Schett   | Slalom, SB-LL1 (m)         | 5e        | 0:56.28   |

Andorra · Argentinië · Armenië · Australië · België · Bosnië en Herzegovina · Brazilië · Bulgarije · Canada · Chili · China · Denemarken · Duitsland · Finland · Frankrijk · Georgië · Griekenland · Groot-Brittannië · Hongarije · IJsland · Iran · Italië · Japan · Kazachstan · Kroatië · Mexico · Mongolië · Nederland · Nieuw-Zeeland · Noord-Korea · Noorwegen · Oekraïne · Oezbekistan · Oostenrijk · Polen · Roemenië · Servië · Slovenië · Slowakije · Spanje · Tadzjikistan · Tsjechië · Turkije · Verenigde Staten · Wit-Rusland · Zuid-Korea · Zweden · Zwitserland
Neutrale paralympische atleten